# Национальный союз за полную независимость Анголы
Национальный союз за полную независимость Анголы, УНИТА (порт. União Nacional para a Independência Total de Angola, UNITA) — ангольская центристская политическая партия, созданная на базе вооружённого повстанческого движения. Первоначально придерживалась леворадикальной идеологии, впоследствии эволюционировала вправо. Активно участвовала в антиколониальной войне (1966—1975 годы) и в гражданской войне 1975—2002 годов. В период гражданской войны УНИТА стояла на позициях крайнего антикоммунизма и антисоветизма, совмещая принципы африканского социализма, маоизма и негритюда с рейганизмом и либертарианством. Движение являлось заметным фактором глобальной Холодной войны. Вооружённые силы УНИТА не только проводили крупномасштабные боевые операции, но и совершили сотни террористических актов, в том числе против иностранных граждан. После окончания гражданской войны УНИТА трансформировалась в легальную политическую партию «зонтичного» типа, объединяющую противников правящей МПЛА от правых консерваторов до левых социалистов. В целом позиции современной УНИТА близки к христианской демократии. Партия является крупнейшей и наиболее организованной оппозиционной силой Анголы, располагает крупной фракцией в Национальной ассамблее.
Основатель и исторический лидер УНИТА — Жонаш Савимби. В 2002—2019 годах партию возглавлял Исайаш Самакува. С 2019 года президент партии — Адалберту Кошта Жуниор. Должность вице-президента в 2016—2021 годах занимал бывший член Национальной ассамблеи Рауль Данда.
УНИТА известна также под наименованием Galo Negro («Чёрный петух») — по изображению на партийном флаге.

## История

### Война за независимость

#### Основание
Национальный союз за полную независимость Анголы (UNITA — УНИТА) был основан в результате раскола национально-освободительного движения ФНЛА. Инициатором создания УНИТА выступил Жонаш Савимби, порвавший с ФНЛА и его лидером Холденом Роберто. Учредительное собрание в селении Муангаи (провинция Мошико) проходило 10 марта — 13 марта 1966 года. Днём основания УНИТА считается 13 марта 1966.
В учреждении УНИТА участвовали около 200 человек. Первоначальное руководство составили 18 основателей:
- Жонаш Мальейру Савимби
- Жозе Самуэл Шивале
- Жуан Жозе Лиаука
- Антониу да Кошта Фернандеш
- Давид Шингунжи
- Самуэл Шингунжи Кафунданга
- Мигель Н’Зау Пуна
- Жоаким Эрнесту Мулату
- Алешандре Магно Шингуто
- Педру Паулину Мойзеш
- Жозе Калундунгу
- Жакоб Инасио
- Жеремиас Нунду
- Николау Бьяку Ткиука
- Исайаш Мусумба
- Матеуш Бундуа
- Самуэл Муанангола
- Тьягу Сашиломбо

Все они ранее состояли в УПА/ФНЛА и имели опыт антиколониальной борьбы, в том числе вооружённой. Некоторые участвовали в освободительных движениях, не только Анголы, но и других африканских стран — как, например, Шивале в СВАПО. Уход из ФНЛА объяснялся иными, чем у Холдена Роберто, этнорегиональными акцентами (Роберто ориентировался на север страны и народность баконго, Савимби и его соратники — на восток и овимбунду) и более левыми идеологическими установками (Роберто придерживался консервативных и отчасти монархических взглядов, основатели УНИТА — социалистических, с преимущественной ориентацией на маоистскую КНР).
Председателем (президентом) УНИТА был избран Жонаш Савимби. Пост генерального секретаря занял Мигель Н’Зау Пуна. Первым командующим вооружёнными силами УНИТА стал Жозе Самуэл Шивале.
Также в создании и деятельности УНИТА с самого начала видную роль играли члены семьи Жонаша Савимби — старшая сестра Джудит Шинакуссоки Пена, её муж Исаак Пиреш Пена, их сыновья Арлиндо Пена, Элиаш Пена и Лоте Пена.
Основатели УНИТА выработали пять главных идеологических принципов движения:
- свобода и независимость Анголы
- демократическая многопартийная система в будущей независимой Анголе
- суверенитет ангольского народа, приоритет национальных интересов
- равенство всех ангольцев
- социальная ориентация экономики

и семь тактических установок:
- опора на собственные силы (очевидное влияние концепций маоизма и танзанийского социализма уджамаа)
- преимущественная ориентация на крестьянство, выражение его интересов
- ведение антиколониальной войны в соответствие с текущей ситуацией в Анголе
- применение теоретических концепций соответственно реальным обстоятельствам
- формирование широкого демократического фронта
- широкое вовлечение населения в борьбу
- приоритет нуждам вооружённой борьбы.

#### 1966—1974: антиколониальная борьба
В период 1966—1974 УНИТА совместно с ФНЛА и МПЛА вела борьбу с португальскими колонизаторами.
Первые боевые акции УНИТА были совершены 18 сентября 1966 — нападения на португальских коммерсантов в Каунгуле (провинция Северная Лунда) и на португальскую администрацию в Митете (провинция Маланже). 4 декабря 1966 Савимби возглавил налёт на колониальную администрацию в Касамбе (провинция Мошико). Знаковой датой в истории УНИТА является 25 декабря 1966 года — крупная атака под командованием Савимби на город Тейшейра-ди-Соуза (провинция Мошико).
Партизаны УНИТА действовала почти исключительно в восточных районах Анголы. Вооружение для них поступало преимущественно через Замбию. Тактика УНИТА состояла в нападениях на португальские объекты, расположенные вдоль Бенгельской железной дороги.
Этноплеменную опору УНИТА создавала народность овимбунду. Идеология УНИТА основывалась на взглядах Жонаша Савимби, представлявших собой смесь негритюда, радикального социализма и маоизма. Первоначально основными принципами партии являлись независимость Анголы, социальная концепция маоизма, обеспечение интересов овимбунду. При этом одно время в 1960-х Савимби налаживал сотрудничество не только с КНР, но и с СССР, пользуясь поддержкой Москвы.
Членский состав УНИТА комплектовался почти исключительно из молодых крестьян-овимбунду. Численность боевых сил была невысока — по разным оценкам, от 500 до 4000 человек, вооружение отличалось низким качеством. Однако Савимби удалось отстроить организационно-политическую структуру и сформировать вооружённые отряды.
Заметных военных успехов организация не добилась. Независимость Анголы была достигнута в большей степени в результате Португальской революции, нежели вооружённой борьбы МПЛА, ФНЛА и УНИТА. Одна из важных причин заключалась в междоусобном противостоянии ангольских национально-освободительных движений.

#### 1974—1975: участие в деколонизации
25 апреля 1974 года в Португалии совершилась Революция гвоздик. Новые революционные власти начали ускоренный процесс предоставления независимости португальским колониям, в том числе Анголе. Переговоры велись с участием трёх национально-освободительных движений — МПЛА, ФНЛА и УНИТА.
Жонаш Савимби трижды встречался с Холденом Роберто и Агостиньо Нето. 15 января 1975 он подписал от имени УНИТА Алворское соглашение, предусматривавшие создание коалиционного правительства трёх освободительных движений — МПЛА, ФНЛА, УНИТА — и проведение свободных выборов в октябре. Однако все участники процесса рассчитывали сделать ставку на силовое решение. Этому способствовали не только идеологические противоречия (марксизм-ленинизм МПЛА, национал-консерватизм ФНЛА, африканский социализм УНИТА), но в первую очередь расово-этнические и социальные различия (МПЛА опиралось на образованных горожан, мулатов и мбунду, ФНЛА — на баконго, УНИТА — на крестьян-овимбунду).
Летом в Луанде вспыхнули вооружённые столкновения, победу в которых одержало МПЛА. Формирования УНИТА и ФНЛА были выбиты из ангольской столицы. 1 августа 1975 года УНИТА официально объявила войну МПЛА.

### Гражданская война

#### 1975—1991: антикоммунистическое сопротивление

##### Начало гражданской войны
11 ноября 1975 года независимость Народной Республики Ангола была провозглашена под контролем марксистского правительства Агостиньо Нето. В тот же день УНИТА учредила своё государственное образование, получившее название Социальная Демократическая Республика Ангола (СДРА) со столицей в городе Уамбо (ФНЛА провозгласил Демократическую Республику Ангола (ДРА) со столицей в Амбрише). В Анголе разгорелась гражданская война.
23 ноября 1975 в Уамбо было объявлено об объединении ДРА с СДРА в Народно-Демократическую Республику Ангола (НДРА). Было создано временное коалиционное правительство ФНЛА—УНИТА. Холден Роберто и Жонаш Савимби являлись сопрезидентами НДРА, премьер-министрами — Джонни Эдуардо Пиннок (ФНЛА) и Жозе Нделе (УНИТА). Однако эта структура, получившая название Объединённый национальный совет революции, фактически просуществовала лишь до 30 января 1976, формально — до 11 февраля 1976.
УНИТА развернула вооружённую борьбу против марксистского правительства МПЛА, поддерживаемого СССР и Кубой. В ходе военных действий войска УНИТА взаимодействовали с вооружёнными силами ЮАР. В феврале—марте 1976 года правительство МПЛА одержало военную победу. Решающую роль в этом сыграла кубинская интервенция в Анголу. ФНЛА был разгромлен, войска ЮАР покинули территорию Анголы.
Рубежной датой стало 8 февраля 1976, когда кубинские войска заняли Уамбо. Жонаш Савимби с боями организовал отступление, получившее название Longa Marcha — Длинный марш. Несколько тысяч боевиков УНИТА и гражданских лиц полгода передвигались по труднодоступным районам провинций Уамбо, Бие, Мошико, Квандо-Кубанго, отрываясь от преследования правительственных и кубинских войск. Вместе с Жонашем Савимби движением командовали Жозе Самуэл Шиивале, Эрнесту Мулату, Мигель Н’Зау Пуна и жена лидера Винона Савимби. 13 марта 1976 в селении Гаго-Коутинью (Мошико) Савимби провёл торжественное собрание, посвящённое 10-й годовщине УНИТА.
В конце апреля 1976 года участники Longa Marcha добрались до партизанской базы Сандона (Мошико). Там Савимби провёл конференцию УНИТА, на которой 10 мая 1976 был принят Manifesto do Rio Cuanza — Манифест реки Кванза. В этом документе выражалась готовность довести до победного конца войну против МПЛА, Кубы и СССР.
«Длинный марш» завершился 28 августа 1976 в селении Куелеи (провинция Уамбо). Из примерно двух тысяч человек к концу пути вместе с Савимби остались 79, в том числе 9 женщин. Остальные погибли, отстали в дороге, либо были направлены в другие места. Несмотря на тяжёлые потери, итоге «Длинного марша» удалось сохранить организационный и кадровый костяк УНИТА, необходимый для продолжения борьбы. Важную мобилизующую роль сыграла и конференция в Сандоне.

##### Политико-идеологические позиции
Ангольский конфликт превратился в важный участок глобальной холодной войны. Савимби произвёл идеологическую переориентацию. УНИТА стала позиционироваться как демократическая и антикоммунистическая организация (при этом личные взгляды Савимби во многом оставались левыми).

Вместе с партией развивалась и идеология. Тайное становилось явным. Сначала Савимби перегнал маоизм в радикальный афросоциализм. Зарядил самым яростным антикоммунизмом — и по собственной тяге к вольнице, и по обстоятельствам войны с коммунистическим правительством. А потом совместил социализм с либертарианством на базе традиций овимбунду и культа собственной личности. Вписавшись в мировой тренд 1980-х, добавил «чёрного рейганизма». Жонаш Савимби с Рональдом Рейганом вообще очень нравились друг другу.

2 июня 1985 года в Джамбе состоялся международный конгресс антикоммунистических повстанческих движений. Был учреждён Демократический Интернационал, получивший также название Jamboree — «Джамбори». Место проведения встречи радикальных антикоммунистов Африки, Центральной Азии, Центральной Америки, Индокитая и США само по себе свидетельствовало об уровне политического авторитета УНИТА.
Движение УНИТА позиционировалось как представительство сельской чернокожей бедноты, угнетаемой правящим аппаратом МПЛА, состоящим из зажиточных мулатов, белых поселенцев и «ассимилированных» африканцев.

Социализм настоящий, популистский, против социализма реального, номенклатурного. Постепенно Савимби воспринимал — по крайней мере, в риторике — и общедемократические установки. В результате возникал феноменальный идеомикс из маоизма, рейганизма, общинного социализма, либертарианства и негритюда. Причём в крайне динамичном, даже агрессивном формате. Тяга к воле вольной по законам джунглей, силовому преобразованию мира, переворачиванию всего и вся доходила до мистицизма. В духе традиционных верований племени овимбунду. Мало кто был в состоянии освоить мировоззрение Савимби на рациональном уровне. Не случайно появилось выражение «тайная идеология УНИТА». Кстати, когда Вардак, Калеро и Па Као Хэ отбыли из Джамбы, Савимби тут же объяснился со своими: мол, не берите в голову, что здесь наговорила эта банда реакционеров, у нас борьба своя….

Несмотря на активное сотрудничество с правыми кругами США, Савимби никогда окончательно не отказался от маоистских воззрений и до конца жизни был привержен идеям «чёрного социализма». Важную роль играл также мотив национально-освободительной борьбы против «иностранных хозяев» МПЛА — прежде всего СССР и Кубы.

УНИТА была создана, чтобы противостоять сговору МПЛА с португальскими лидерами. Белые и мулаты чаще негров относятся к классу собственников. Они используют неоколониальные порядки, установленные МПЛА, чтобы обогащаться в тени ТНК за счет коренных чернокожих. Административные должности, промышленные и коммерческие компании, попадают в их руки. Проживают они в городах, в отличие от коренных чёрных из деревень, и считают, будто им предначертано править Анголой.

Жонаш Савимби

Левая риторика УНИТА вызывала настороженность консервативных кругов:

Американские политики должны со здоровым скептицизмом рассматривать не столь давнюю приверженность УНИТА ценностям демократии и свободного предпринимательства. Официально УНИТА провозглашается социалистической организацией. Савимби — по крайней мере, до последнего времени, когда начал добиваться американской военной помощи — выступает за госсобственность или госконтроль над большинством секторов экономики. Не менее тревожны сообщения с контролируемых повстанцами территорий о поощрении «культа личности» Савимби, столь типичного для диктаторов или потенциальных диктаторов.

Те американцы, которые полагают, что победа УНИТА приведёт к демократической капиталистической системе, следуют вере, а не доказательствам… Можно, конечно, предположить, что Савимби искренне принимает западные ценности, что у власти УНИТА будет поощрять свободное предпринимательство и политический плюрализм. Но неблагоразумно рисковать престижем США или тратить доллары американских налогоплательщиков, поддерживая УНИТА только на основе этого предположения. Вполне возможно, что правительство УНИТА по экономической философии и политическим методам не будет радикально отличаться от своего конкурента МПЛА.

Тед Карпентер, эксперт Института Катона, июнь 1986

#### Политическая и военная структура

###### Партийная организация
Высшим органом УНИТА официально являлся съезд, проводимый в среднем раз в 4 года. В промежутках текущая деятельность определялась на ежегодных конференциях. Съезд избирал ЦК из 50 человек. Оперативное руководство осуществляли Политбюро (13 членов и 3 кандидата) и Секретариат (5 человек). Характерны название руководящих органов, повторяющие КПК и КПСС.
На местах УНИТА структурировалась провинциальными, районными, деревенскими организациями под руководством соответствующих комитетов и первичными ячейками. Высшими органами на каждом уровне являлись провинциальные, районные и деревенские ассамблеи-конференции.
Пост председателя (президента) УНИТА в 1966—2002 годах бессменно занимал Жонаш Мальейро Савимби. Его полномочия де-факто являлись неограниченными.
На вторых позициях находились ближайшие соратники Савимби — прежде всего Эрнесту Мулату (куратор международных связей и административного аппарата), Жеремиас Шитунда (с 1986 года вице-председатель УНИТА), Антониу Дембу (с 1992 года вице-председатель УНИТА и объявленный преемник лидера), Элиаш Пена (лидер молодёжной организации УНИТА, племянник Савимби), Паулу Лукамба (с 1995 года генеральный секретарь УНИТА). На особом положении в семье Жонаша Савимби и руководстве УНИТА находилась его старшая сестра Джудит Пена, занимавшаяся в УНИТА хозяйственными и финансовыми делами.
В руководстве УНИТА не раз происходили острые конфликты. Жертвами кровавого внутреннего противостояния Жорже Сангумба и Фернанду Вильсон душ Сантуш (руководители дипломатической службы УНИТА), Вальдемар Шидондо (начальник штаба УНИТА). Все они обвинялись в заговорах против лидера, в работе на враждебные спецслужбы или иностранные разведки (Сангумба был казнён как «агент ЦРУ»). Ответственность за эти убийства возлагалась на Савимби. В опале и под арестом некоторое время находился Жозе Самуэл Шивале, однако с него подозрения вскоре были сняты.
Сложно складывались отношения Савимби с влиятельным семейством Шингунжи, представлявшим региональную общность овимбунду Центрального плато Анголы. При неясных обстоятельствах ушли из жизни братья Шингунжи — Самуэл Кафунданга (первый начальник повстанческого штаба, официально умер от малярии в 1974) и Давид (командир боевиков, официально застрелен в боестолкновении). Тито Шингунжи (один из главных дипломатов УНИТА, представитель в США) был обвинён в заговоре против Савимби по заданию ЦРУ и погиб в Джамбе. При этом Кафунданга — одно из культовых имён в УНИТА, дата его смерти 24 января отмечается как день повстанческих вооружённых сил.
Впоследствии об этих событиях и других жестокостях в Джамбе была издана книга бывшей активистки УНИТА и офицера ФАЛА Флорбелы Малакиаш, вызвавшая резкую полемику и опровержения.

###### Партизанская армия
Вооружённые силы УНИТА — Вооружённые силы освобождения Анголы (ФАЛА) (порт.  Forças Armadas de Libertação de Angola, FALA) — к середине 1980-х годов насчитывали 37 тысяч бойцов и командиров. Максимальной численности они достигли к 1990 году — 65 тысяч, из которых 28 тысяч служили в регулярных частях, 37 тысяч состояли в иррегулярных формированиях.
Они структурировались по военно-политическим фронтам (территориальным округам), районным колоннам и особым военным районам. Основными воинскими единицами являлись стратегические бригады (3—4 батальона, взвод материально-технического обеспечения, взвод охраны, диверсионное отделение, артиллерийский взвод и взвод ПВО), пехотные батальоны, пехотные роты, взводы, отделения, группы. Штатная численность батальона составляла 450 человек, роты — 145 человек, взвода — 40—45 человек, отделения — 15 человек, группы — 5 человек.
Верховным главнокомандующим вооружёнными силами УНИТА являлся Жонаш Мальейро Савимби. Он возглавлял высший командный орган — Стратегическое оперативное командование (Comando operacional estrategico, COPE). Наряду с главнокомандующим, в руководство COPE входили начальник генштаба, национальный политкомиссар (политические комиссары в обязательном порядке присутствовали в каждой бригаде), начальники оперотдела, контрразведки, тыла, связи и кадров. Командование бригады включало также должности начальников артиллерии и ПВО.
Во главе генерального штаба в разгар гражданской войны стоял Демостенеш Амос Шилингутила, затем с 1989 — Арлиндо Пена (племянник Савимби, брат Элиаша Пены). Должность национального политического комиссара занимал Жералду Сашипенгу Нунда.
Особое место в армии УНИТА занимали разведывательно-диверсионные, контрразведывательные и охранные спецподразделения. Разведка и контрразведка находились в ведении Национальной бригады государственной обороны (BRINDE) под командованием Самуэла Мартинью Эпаланги. Спецназом коммандос руководил Антониу Дембу. Видную роль в партизанском оперативном командовании играли Жозе Самуэл Шивале и Абилио Камалата Нума.
Диверсионные и разведывательные спецподразделения обычно насчитывали 4—6 человек. Группы контрразведки состояли из 4—6 офицеров, каждый из которых имел на связи трёх оперативных агентов (не знающих друг друга). Агенты курировали сети информаторов. Контрразведывательный режим на контролируемой УНИТА территории характеризовался как жёсткий, внедрение агентуры противника — как затруднённое.
На вооружении УНИТА состояли автоматы Калашникова, винтовки HK G3, пулемёты, гранатомёты РПГ-7 и М79, ПЗРК «Стрела», безоткатные орудия, установки «Град-П». Большая часть оружия была советского или китайского производства.

Жонасу Савимби удалось создать эффективную и боеспособную структуру. УНИТА превратилась в одну из лучших партизанских армий мира. Подразделения УНИТА взяли под контроль целые регионы на востоке и юго-востоке Анголы.

УНИТА считалась одним из самых эффективных партизанских движений XX века. Её военно-политической основой являлась партийная структура и повстанческая армия, экономической — контроль над нелегальной добычей и сбытом алмазов.
Политический центр УНИТА располагался в городе Уамбо, затем в Баилундо, военный — в городе Джамба. В 1986 году был установлен контроль над малой родиной Савимби — селением Муньянго, где лидер УНИТА демонстративно провёл пресс-конференцию.
Крупнейшим сражением вооружённых сил УНИТА стала Битва при Квито-Кванавале, длившаяся с лета 1987 по весну 1988. Правительственные войска пытались пробить путь на Джамбу, формирования УНИТА — полностью взять под контроль Мошико. В боях на стороне УНИТА участвовали войска ЮАР, на стороне правительственных ФАПЛА — кубинские экспедиционные части. Но несмотря тяжёлые потери, ни одна из сторон не достигла поставленных целей.
Наибольших военных успехов повстанцы УНИТА добились в конце 1980-х — начале 1990-х. Вывод из Анголы кубинских войск и резкое сокращение объёмов советской поддержки режима Жозе Эдуарду душ Сантуша позволило вооружённой оппозиции развернуть массированное наступление и взять под контроль обширные территории. Активные удары УНИТА наносились даже в столице.

УНИТА приступает к крупной военной операции. Основной целью является Луанда — захватить Луанду и взять власть.

Педру ди Каштру Ван Дунен, министр иностранных дел НРА, 19 августа 1989

Однако повстанцам не удалось нанести решающее военное поражение правительственным войскам. Правящий режим сумел устоять и впоследствии компенсировал утраченную помощь СССР налаживанием связей с США и западноевропейскими государствами.

#### 1991—2002: Попытки урегулирования и решающие сражения войны

##### ОтБисесских соглашенийкРезне на Хэллоуин
31 мая 1991 года Жонаш Савимби и Жозе Эдуарду душ Сантуш заключили в Лиссабоне Бисесские соглашения о прекращении гражданской войны и переходе к многопартийной демократии. Началось создание общеангольских вооружённых сил, в котором со стороны УНИТА участвовал повстанческий генерал Абилио Камалата Нума. В 1992 году Савимби баллотировался в президенты.
УНИТА отказалась признать объявленные результаты выборов, согласно которым Савимби получил 40 % голосов, тогда как лидер МПЛА президент Жозе Эдуардо душ Сантуш — 49,6 %. На парламентских выборах УНИТА получила 34 % голосов (70 мест), МПЛА — 54 % (129 мест). Оппозиция не признала итоги голосования, объявив их сфальсифицированными.
Политический кризис вылился в трёхдневную резню Хэллоуин 30 октября — 1 ноября 1992 года. Погибли, по разным данным, от 10 тысяч до 50 тысяч членов УНИТА и других сторонников оппозиции. Среди других были убиты члены высшего руководства УНИТА Жеримиас Шитунда и Элиаш Пена, ранены Арлиндо Пена и Абель Шивукувуку.

Он не мог согласиться на «унизительное» второе место. Это решение стоило жизни некоторым из его самых высокопоставленных помощников и последователей, погибшим от пуль на улицах Луанды.

##### ОтВойны 55 днейкЛусакскому протоколу
После «кровавого Хэллоуина» УНИТА возобновляет полномасштабную войну. Последней крупной победой стала Guerra dos 55 Dias — Война 55 дней, в результате которой в марте 1993 армия УНИТА вновь захватила Уамбо.

«Убиты тысячи солдат МПЛА, уничтожены сорок танков, — бесстрастно отчитывался военкор Christian Science Monitor. — Бои шли на улицах, во дворах и на крышах. Пехота УНИТА, вооружённая стрелковым и противотанковым оружием, громила бронетехнику правительства. Дети ходят по развалинам символа власти МПЛА — некогда величественного губернаторского дворца — и играют в войну и в футбол. Пожилые женщины выметают мусор и щебень. Жизнь продолжается». А дальше показательнейшие наблюдения: «Стёрты настенные фрески МПЛА — истребляется память об однопартийном государстве ангольского среднего класса, созданном при советской и кубинской поддержке. Критики УНИТА обвиняют её в желании установить однопартийное государство ангольского крестьянства. Лидеры повстанцев опровергают это».

Активные боевые действия развернулись и на севере Анголы: силами двух штурмовых батальонов и диверсионного спецподразделения ФАЛА удалось захватить нефтепромышленный центр и порт Сойо. Удержать месторождения алмазов правительственным войскам удалось лишь при прямой поддержке ЮАР — им на помощь пришло предприятие охраны и безопасности Executive Outcomes, тесно связанное с южноафриканскими вооружёнными силами (конфигурация союзов в ангольской войне парадоксальным образом изменилась). Но в целом по правительственным силам были нанесены мощные удары, попытка их контрнаступления в 1994 году не привела к кардинальным изменениям.
Результатом стали новые переговоры в Лусаке и заключение в Лусаке 15 ноября 1994 очередных мирных соглашений — Лусакского протокола. Предусматривалось создание коалиционного правительства, интеграция вооружённых сил (в частности, формально командный пост получил Арлиндо Пена) и раздел власти на всех уровнях между МПЛА и УНИТА.
Несколько десятков представителей УНИТА получили статус депутатов парламента Анголы, Жонаш Савимби признан лидером легальной оппозиции. 11 апреля 1997 года было сформировано Правительство национального единства и примирения, включавшее членов УНИТА. Однако процесс урегулирования не получил развития, поскольку обе стороны лишь старались выиграть время, делая реальную ставку на военную победу.
Ощутимым политическим ударом по партии Савимби стало создание в 1998 партии UNITA Renovada — Обновлённая УНИТА, согласившейся на легализацию в новой ангольской политической системе — после декоммунизации и ухода кубинских войск. В руководство новой партии вошли такие видные деятели УНИТА, как Жорже Валентин, Эужениу Манувакола и бывший начальник генштаба ФАЛА Демостенеш Амос Шилингутила, с 1996 занимавший в правительстве пост заместителя министра обороны.

##### Генеральное наступление правительственных сил
21-23 февраля 1999 года руководство партии собралось на заседание в Баилундо, куда после установления правительственного контроля над Уамбо в 1995 вновь перебазировалась политическая штаб-квартира УНИТА. Было принято политическое заявление. Вооружённая оппозиция обвинила президента душ Сантуша в насаждении олигархической диктатуры. Перечислялись военные преступления властей МПЛА, начиная с 1975 года. От имени «обездоленного народа Анголы» подтверждалось намерение свергнуть правящий режим путём вооружённой борьбы:

В борьбе против португальского колониализма нас называли террористами. В борьбе против советского и кубинского империализма МПЛА и его хозяева клялись сокрушить нас. В обоих случаях история опрокинула их, подтвердив нашу правоту. Мы победим, история на нашей стороне.

Со своей стороны, правительство МПЛА объявило Жонаша Савимби военным преступником. 24 июля 1999 был выдан ордер на его арест, легальный статус УНИТА и её лидера аннулирован. Эти события означали взаимное объявление войны.
Конец 1990-х стал периодом военных неудач УНИТА. В 1999 идёт массированное наступление правительственных войск. Войска УНИТА под командованием Савимби и Камалаты Нумы пытались его остановить (важное значение имело получение крупных партий оружия из Украины), но не смогли переломить ситуацию. Были потеряны ключевые для УНИТА города Баилундо и Андуло. 24 декабря 1999 года, после кровопролитных и разрушительных боёв, УНИТА вынуждены оставить свой главный оплот — Джамбу.
В начале 2002 года сдался в плен правительственным войскам начальник спецслужбы BRINDE Мартинью Эпаланга. Савимби провёл очередную чистку своего окружения. По его приказу были убиты заподозренные в измене генералы Алтину Сапалалу (бывший начальник штаба), Антеру Виейра (начальник личной охраны лидера УНИТА) и ещё несколько высокопоставленных приближённых.
Внешняя поддержка Савимби в 1990-х практически прекратилась, в то время как правительство МПЛА установило политические связи с американской администрацией Билла Клинтона. Бывшие союзники УНИТА стали рассматривать движение Савимби как опасную силу радикальной анархии и дестабилизации

Соединённым Штатам нужен был союзник против советской экспансии. Теперь же, когда опасность миновала, УНИТА стала угрозой для интересов США.

Жонаш Савимби

##### Террористические акты
Наряду с партизанской войной, боевики УНИТА практиковали терроризм, в том числе безадресного характера. В частности, организация печально известна тем, что занимает первое место по количеству сбитых пассажирских самолётов. Ниже перечислены наиболее резонансные и кровопролитные террористические акты, совершённые УНИТА на территории Анголы.
С 1981 по 1999 год боевики УНИТА с помощью ПЗРК «Стингер» сбили 6 гражданских самолётов «Геркулес» (4 L-100-30, 2 L-100-20). Один из сбитых «Стингерами» пассажирских самолётов выполнял миссию ООН.
23 июля 1983 года боевики УНИТА совершили вооружённое нападение на ангольский город Саутар, убив при этом 58 жителей города.
26 июля 1983 года боевики УНИТА в городе Бенгуела взорвали ангольский пассажирский поезд, погибло 77 человек, ещё 319 были ранены.
8 ноября 1983 года боевики УНИТА сбили ангольский пассажирский самолёт Boeing 737 (р/н D2-TBN), в чём сами признали свою вину. На борту авиалайнера находилось 130 человек, все они погибли.
9 февраля 1984 года в пассажирском самолёте Boeing 737 Ангольских Авиалиний (р/н D2-TBV, с/н 22626), следовавшем рейсом Хуамбо — Луанда, через несколько минут после взлёта произошёл подрыв взрывного устройства, заложенного боевиками УНИТА в задней части кабины. Пилоты авиалайнера совершили экстренную посадку в Хуамбо, выкатившись на 80 метров за пределы взлётной полосы. В результате теракта из 142 человек было ранено 15 пассажиров «Боинга», сам самолёт в результате повреждений от взрыва и посадки восстановлению не подлежал.
12 сентября 1994 года боевики УНИТА в ангольском городе Порто-Амбоим атаковали конвой из двух пассажирских автобусов и четырёх автомашин, в результате теракта погибло 20 человек.
28 января 1995 года боевиками УНИТА с помощью ПЗРК «Стингер» был сбит ангольский гражданский самолёт Beechcraft 200 Super King Air (а/к Sociedade de Aviação Ligeira, р/н D2-ECH, с/н BB-345) во время рейса Луанда — Кафунфо. При крушении погибло 2 пассажира.
2 июля 1999 года в районе Байксо Пандо (провинция Бенгела) международный гуманитарный конвой Католической Службы Взаимопомощи был атакован боевиками УНИТА. В результате теракта погибло 15 человек, ещё 25 были ранены. Теракт проводился с помощью поджога, часть машин гумконвоя также сгорела.
4 октября 1999 произошёл один из самых жестоких терактов в Анголе. Было совершено массовое нападение УНИТА на ангольские поселения в провинции Уидже. Было сожжено огромное количество домов, убито и сожжено 36 местных жителей, ещё 56 было похищено. Судьба 56 похищенных человек осталась неизвестной.
15 января 2000 года боевики УНИТА совершили нападение на ангольский город Катчуинго. Город удалось освободить лишь через 2 недели, за это время унитовцы с помощью холодного оружия и подручных средств убили 36 жителей города.
22 марта 2000 года боевики УНИТА атаковали церковь в ангольском городе Беу. В результате атаки было убито 6 посетителей церкви, отмечалось что для убийства использовались копь, веревки и камни.
7 августа 2000 года боевики УНИТА совершили вооружённое нападение на ангольскую деревню Катете. В течение 3 часов происходило разграбление деревни, было убито 4 местных жителя, однако ответным огнём было ликвидировано 10 унитовцев.
5 мая 2001 года боевики УНИТА совершили вооружённое нападение на ангольский город Каксито в провинции Бенго. В ходе атаки боевики похитили 216 жителей города, включая студентов местного университета. В первый день было убито 76 заложников, удалось вырваться из плена только 20, все они были ранены. Через 6 дней армия Анголы провела спецоперацию, в ходе которой уничтожила 19 террористов УНИТА и спасла 21 студента-заложника. Судьба ещё 99 похищенных людей неизвестна.
6 и 18 июня 2001 года боевиками УНИТА были подбиты 3 гражданских самолёта ООН, выполнявших миссии по снабжению едой и продовольствием ангольского населения. Огонь по самолётам ввёлся из переносных зенитно-ракетных комплексов, в одном из случаев «Боинг 727» получил критические повреждения и совершил вынужденную посадку.
25 июня 2001 года боевики УНИТА совершили вооружённое нападение на ангольский город Уиже, убив 11 и ранив 7 жителей города.
18 июля 2001 года боевики УНИТА совершили вооружённое нападение на ангольский город Чингуву. 70 жителей города было убито, 15 ранено и неизвестное число людей было похищено.
11 августа 2001 года произошёл один из самых трагических терактов в истории Анголы. В этот день боевики УНИТА на участке железной дороги между Луандой и Дондо с помощью противотанковой мины подорвали ангольский пассажирский поезд. Поезд сошел с рельс, после чего унитовцы открыли огонь из автоматического оружия по пассажирам поезда. Практически все пассажиры поезда пострадали в ходе этого теракта, из около 450 человек, 259 было убито и больше 160 было ранено. Через два дня УНИТА официально подтвердило участие своих боевиков в атаке на поезд.
20 августа 2001 года боевики УНИТА совершили вооружённое нападение на ангольскую деревню Айна до Норте, 9 жителей деревни было убито и 14 ранено. Были ограблены и сожжены 28 домов.
1 сентября 2001 года боевики УНИТА в районе Качоэйрас совершили вооружённое нападение на три междугородних пассажирских автобуса, следовавших по маршруту Габела — Сумбе. 32 пассажира было убито и 52 ранено.
5 сентября 2001 года боевики УНИТА совершили вооружённое нападение на ангольский город Бонго в округе Лонгонджо, в ходе атаки ими были подожжены дома местных житилей, в пожарах погибло 24 и получило ожоги 6 жителей города.
15 декабря 2001 года боевики УНИТА возле ангольского города Уидже сбили пассажирский вертолёт туристического агентства «Jose Transtur Travel Agency». Все 24 члена экипажа и туристов находившихся на борту погибли.
Всего на боевиков УНИТА возлагается ответственность как минимум за 432 террористических акта, в которых погибли несколько тысяч человек.

#### 2002: Гибель Савимби и прекращение вооружённой борьбы

##### Смерть Савимби и Дембу
Под напором правительственных войск Савимби со своим штабом и отрядом коммандос Антониу Дембу перешёл в кочевой режим. Он искал возможность перебраться на территорию Замбии, перегруппироваться и вновь прорваться в Анголу. Однако 17 декабря 2001 года президент душ Сантуш отдал приказ об окончательном решении вопроса с Савимби.
В феврале 2002 года Савимби вместе с бойцами спецназа Дембу предпринял рискованный переход в провинции Мошико и был выслежен правительственным спецназом генерала Карлитуша Валы в районе селения Лукуссе на берегу реки Лувуэи. Последний бой разгорелся 22 февраля 2002. Савимби активно сопротивлялся, получил пятнадцать огнестрельных ран и погиб с оружием в руках. Смертельное ранение получил и его заместитель Антониу Дембу, скончавшийся несколько дней спустя.
Лидерство в УНИТА перешло к Паулу Лукамбе Гату, стороннику компромисса с правящим режимом МПЛА. Лукамба немедленно вступил в контакт с руководством МПЛА. Со своей стороны, президент душ Сантуш заявил, что мирное урегулирование стало вполне возможным.

##### Мирные соглашения
Предварительные переговоры начались в городе Касамба (провинция Мошико) 15 марта 2002. Правительственную сторону представлял генерал Жералду Сашипенгу Нунда (бывший национальный политкомиссар вооружённых сил УНИТА), повстанческую — начальник штаба УНИТА генерал Жералду Абреу Муэнгу Укуатшитембу, известный как Камортейру. Обсуждались прежде всего практические вопросы прекращения огня и разъединения сторон. 18 марта руководитель дипломатической службы УНИТА Исайаш Самакува обратился к общественности и церкви с призывом помочь в заключении мира.
20 марта переговоры продолжились в Луэне. К ним подключились генерал Армандо да Круз Нето с правительственной стороны и генерал Жозе Самуэл Шивале со стороны УНИТА. Ожидалось участие Лукамбы Гату, но тот воздержался от непосредственного прибытия, сославшись на загруженность работой. Соглашение по военным вопросам было подписано 30 марта.
4 апреля 2002 года в Луэне был подписан и подтверждён в Луанде Меморандум о взаимопонимании — соглашение о прекращении гражданской войны и политическом урегулировании между правительством МПЛА и движением УНИТА. Документ подписали генералы Армандо да Круз Нето и Жералду Абреу Муэнгу Укуатшитембу.
Меморандумом подтверждались принципы Лусакского протокола. УНИТА легализовалась как политическая партия под общедемократическими лозунгами. Военизированные формирования УНИТА частично демобилизовывались, частично включались в состав правительственных вооружённых сил. В 2003 году председателем УНИТА стал Исайаш Самакува. На этот раз мирные договорённости были соблюдены, поскольку в УНИТА взяла верх группа, ориентированная на компромисс и легализацию.

## Современная партия УНИТА

### Руководство
Высший орган партии — съезд, избирающий Политическую комиссию, при которой формируется Постоянный комитет и Исполнительный секретариат, осуществляющий оперативное руководство. Председателем УНИТА с ноября 2019 является Адалберту Кошта Жуниор — бывший председатель парламентской фракции сменивший на этом посту Исайаша Самакуву.
Заместитель председателя — Раул Мануэл Данда. Генеральный секретарь — Франку Маркулину Ньяни. Главный политический советник председателя — Эрнесту Мулату, один из основателей движения. К руководящему кругу партии относятся также Паулу Лукамба Гату, Демостенеш Амос Шилингутила, Жозе Самуэл Шивале. Все они стали официальными парламентскими деятелями.
Жералду Сашипенгу Нунда занял пост начальника генштаба вооружённых сил Анголы (и сформулировал в качестве цели подавление повстанческого движения Кабинды).
Заместителем генерального секретаря и национальным секретарём УНИТА по городским организациям является сын Жонаша Савимби — Рафаэл Сакайта Савимби. Партийными средствами УНИТА, в том числе зарубежными активами, созданными за счёт торговли алмазами, после гибели брата распоряжается Джудит Пена.
Политический и организационный центр УНИТА сложился в городе Андуло провинции Бие, который считается своего рода штаб-квартирой семейства Савимби — Пена. Главой семейства выступает Джудит Пена.

На открытии конгресса активисты бросались навстречу Джудит Савимби, старшей сестре «шефа», старались фотографироваться с ней. Восьмидесятилетняя крупная женщина теперь возглавляет клан.

Ежегодно в 20-х числах февраля в Андуло наблюдается паломничество актива УНИТА. Организуют памятные мероприятия ближайшие родственники во главе с Джудит Пена и сыном Таном Савимби. Эти акции приобретают выраженную политическую окраску как оппозиционные манифестации.

### Структурные подразделения
Организационное построение УНИТА — центральное руководство, провинциальные, местные и первичные ячейки — в целом осталось прежним, за исключением открытой военизированной составляющей.
В структуру УНИТА входят женская (Лига ангольских женщин, LIMA), молодёжная (Революционная молодёжь Анголы, JURA) и ветеранская (Ассоциация старых бойцов УНИТА, AACU) организации. Председателем LIMA является Элена Бонгуэла Абел. Генеральный секретарь JURA — Алисерсеш Манго (его предшественник Мфука Муземба был исключён из УНИТА за получение от правительства денежных выплат и престижного жилья). AACU учреждена по инициативе Жозе Самуэла Шивале, одного из основателей движения. Под руководством JURA действует Революционный союз свободных студентов Анголы (UREAL) и детско-подростковая организация Alvorada (Рассвет).
Вооружённые силы FALA в основном расформированы и частично интегрированы. Спецслужба BRINDE неофициально сохранилась как партийная секьюрити и группа консалтинга. Официальную службу безопасности УНИТА возглавляет секретарь УНИТА по вопросам общественной безопасности Адриано Абел Сапинала известный под прозвищем Диди (сын Жозе Самуэла Шивале и Элены Бонгуэлы Абел) — бывший офицер мотострелковой бригады и военной разведки FALA. Сапинала также возглавляет провинциальную организацию УНИТА в Бенгеле (ранее в Квандо-Кубанго).

### Идейно-политическая эволюция
В партийной программе и выступлениях лидеров постоянно подчёркивается верность УНИТА наследию Жонаша Савимби. Официальная доктрина УНИТА исходит из собственной позитивной роли не только в антиколониальной, но и в гражданской войне. Ключевым её итогом партия считает Бисесские соглашения, закрепившие — хотя бы формально — демократические принципы общественного и государственного строя Анголы. Особое значение придаётся достижению национального суверенитета, выводу кубинских войск из страны. Это ставится в заслугу УНИТА в целом и Савимби лично.
Однако идеологически под руководством Самакувы партия заметно эволюционировала вправо, на позиции либерализма, социального консерватизма, и христианской демократии. Произошёл значительный отход от социалистических установок времён Савимби. На первый план выдвинуты установки общедемократического и национал-патриотического толка. В целом же партия приобрела «зонтичный» характер: крупнейшая оппозиционная сила привлекла противников правящего режима самых различных. политических взглядов. Объединяющими лозунгами стали требования покончить с десятилетиями однопартийного правления, произволом и коррупцией элиты, обеспечить гражданское и политическое равноправие всех ангольцев, стимулировать и диверсифицировать экономику страны, активно бороться с массовой нищетой, уплотнить контроль над проникновением в Анголу китайского капитала.
Снизилась степень политического радикализма, характерного для прежней УНИТА. УНИТА остаётся крупнейшей оппозиционной партией Анголы, но роль ударной силы оппозиции перешла к неформализованному молодёжному движению рэпера Иконокласты и партии Широкая конвергенция за спасение Анголы (КАСА) во главе с Абелем Шивукувуку, ранее видным деятелем УНИТА. В то же время отмечается радикальный потенциал партийной молодёжи, выразителем которого выступает Рафаэл Савимби-младший. Лидером радикалов, хранящих верность «принципам Муангаи», выступает Абилио Камалата Нума.

### Выборы 2017
После трагических событий 1992 года партия трижды участвовала в выборах. Первые результаты свидетельствовали о резком падении влияния УНИТА после гибели Савимби и прекращения вооружённой борьбы. На выборах в Национальную ассамблею 2008 года УНИТА получила лишь 10,4 % голосов (16 мест), на выборах 2012 года — 18,7 % (32 места из 220). 23 августа 2017 года в Анголе состоялись парламентские выборы. Особое значение состояло в том, что президент душ Сантуш после 38 лет правления уступал пост главы государства преемнику Жуану Лоренсу (согласно Конституции, президентом Анголы становится первый номер избирательного списка партии, получившей простое большинство на парламентских выборах).
По официальным данным, за УНИТА проголосовали более 1,8 миллиона избирателей — 26,7 %. Это даёт 51 депутатский мандат из 220. Таким образом, УНИТА значительно расширила свою электоральную базу и парламентское представительство. Рост популярности оппозиции связан со значительным ухудшением социально-экономического положения в стране, широким недовольством правлением МПЛА.
Представители УНИТА посчитали объявленные результаты недостоверными. Рафаэл Савимби заявил об очевидных фальсификациях. Исайаш Самакува высказался в том плане, что при сомнительных итогах выборов Ангола не имеет избранного президента.
В середине сентября Исайаш Самакува заявил о намерении к концу 2017 года уйти в отставку с поста председателя УНИТА. Сроки решения не были при этом названы. В партии возникла дискуссия, значительная часть аппарата выступила против отставки Самакувы. С другой стороны, стали обсуждаться кандидатуры преемников, были названы имена Адалберту Кошты, Паулу Лукамбы, Рафаэла Савимби-младшего, Раула Данды.
18 октября 2017 Исайаш Самакува встретился с Жуаном Лоренсу. Глава государства и лидер оппозиции обсуждали вопросы преодоления политической нетерпимости и совместного укрепления государства.

### Перезахоронение Жонаша Савимби
На протяжении 17 лет серьёзной политической проблемой Анголы являлся вопрос о перезахоронении останков Жонаша Савимби в соответствии с племенной традицией — из Луэны в Андуло, где покоятся его предки и родственники. Это оставалось одним из постоянных требований УНИТА к правительству. Противником перезахоронения был, в частности, экс-генсек и член Политбюро МПЛА Дину Матрос, лидер консервативных сил правящей партии.
Окончательное решение было принято на встрече лидера УНИТА Исайаша Самакувы с новым президентом Анголы Жуаном Лоренсу 30 мая 2019. Перезахоронение состоялось 1 июня 2019 в родовом селении Лопитанга, принадлежащем к муниципалитету Андуло. На погребальной церемонии Исайаш Самакува объявил, что траур по Савимби завершается лишь с этого момента.
Ранее, в сентябре 2018 в Лопитанге был перезахоронен Арлиндо Пена, племянник и соратник Жонаша Савимби, сын Джудит Пена. Акты перезахоронений восприняты как «жест доброй воли в адрес УНИТА» со стороны Жуана Лоренсу.

### Смена руководства в 2019 году
В середине ноября 2019 состоялся очередной (XIII) съезд партии УНИТА. 1150 делегатов определяли политические задачи партии на новом этапе и избирали новое руководство. Исайаш Самакува, возглавлявший УНИТА на протяжении 17 лет, оставлял председательство.
На высший партийной пост претендовали пять кандидатов: Адалберту Кошта Жуниор, Абилио Камалата Нума, партийной начальник пресс-службы Алсидеш Сакала, депутаты Раул Данда и Жозе Катшиунго. Немногим более половины голосов — 594 — получил Кошта Жуниор (422 делегата голосовали за Сакалу, 68 — за Камалату Нуму, 17 — за Данду, 10 — за Катшиунго). Таком образом, третьим президентом (председателем) УНИТА стал Адалберту Кошта Жуниор.
Комментаторы расценили смену руководства УНИТА как следствие ухода Жозе Эдуарду душ Сантуша с поста главы государства. Оппозиционная политика Самакувы строилась именно на критике душ Сантуша, прежде всего на разоблачении его клановой коррупции и авторитарного правления. Новый президент Жуан Лоренсу сам повёл антикоррупционную кампанию и заговорил о демократизации политической системы. Это потребовало от оппозиции иных подходов, что и отразилось в партийном решении.
Нового лидера УНИТА поддержали ближайшие соратники исторического лидера Жонаша Савимби — Эрнесту Мулату, Жозе Самуэл Шивале, Демостенеш Амос Шилингутила, сын Шивале — Адриано Сапинала, дочь Савимби — Луяна Гинга Сакайта. О готовности работать с новым председателем заявили его соперники на партийных выборах.
В своём первом выступлении в качестве председателя партии Адалберту Кошта Жуниор назвал ближайшей задачей достижение успеха на муниципальных выборах 2020. Он подчеркнул приверженность демократическим ценностям УНИТА и призвал совместно восстановить достоинство ангольцев на парламентских выборах 2022 года. Комментаторы отметили, что «жёсткий воинственный стиль» выступлений Кошта Жуниора снискал ему популярность, особенно среди молодёжи.

### Обострение конфронтации
На фоне усугубления экономических трудностей, ужесточения социальных конфликтов и силового подавления протестов в начале 2020-х резко обострился конфликт между правящей МПЛА во главе с Жуаном Лоренсу и оппозиционной УНИТА. В середине 2021 Адалберту Кошта Жуниор характеризовал положение в стране как «катастрофу и руины». Ранее Абилио Камалата Нума призвал президента Лоренсу «не идти путём Лукашенко». Среди молодых активистов возросла популярность образа Жонаша Савимби — как «патриота и бойца, который умел быть жёстким».
В декабре 2021 полиция разогнала демонстрацию сторонников УНИТА в Бенгеле, один демонстрант был убит. В марте 2022 в той же Бенгеле были задержаны участники манифестации по случаю 56-й годовщины основания УНИТА. Им предъявили обвинения в подготовке вооружённых беспорядков. Адриано Абел Сапинала характеризовал эти действия как беззаконие и политические преследования.
Ранее, в начале 2021, Конституционный суд Анголы аннулировал решение XIII съезда УНИТА об избрании Адалберту Кошта Жуниора (основанием послужили внезапно обнаруженные формальные процедурные несоответствия). Оппозиция восприняла это как акт административно-политического давления. Адриано Абел Сапинала пообещал вывести на улицы с протестами тысячи активистов. XIII съезд пришлось повторить в декабре 2021, председателем вновь был избран Кошта Жуниор (на этот раз решение был признано).
Дополнительный фактор обострения создало Вторжение России на Украину (2022). Официальные власти Анголы во главе с Лоренсу заняли «нейтральную» позицию, воздержавшись на Генеральной Ассамблее ООН при голосовании по резолюции, осуждающей вторжение. Партия УНИТА решительно поддержала Украину в конфликте с РФ. Парламентская фракция приняла соответствующее заявление. Адриано Абел Сапинала, выражая общую позицию УНИТА, поставил в один ряд политику Владимира Путина и Жуана Лоренсу — по признаку ставки на политическое насилие. Абилио Камалата Нума жёстко осудил политику Путина, выразил поддержку Украине, сравнил российско-украинское противостояние 2022 с вмешательством СССР в ангольскую гражданскую войну, резко полемизировал с послом РФ в Анголе Владимиром Тараровым.

### Выборы 2022
Перед выборами 24 августа 2022 наблюдатели отмечали небывалый рост популярности УНИТА и ослабление позиций МПЛА. Эти тенденции определялись социально-экономическим кризисом, ростом массового недовольства политикой властей и высокой долей оппозиционно настроенной молодёжи среди избирателей года. В то же время считалось маловероятным, что МПЛА уступит власть при любом исходе выборов. Административный, силовой, финансовый ресурс правящей партии компенсировал потерю электоральной поддержки.
Адалберту Кошта Жуниор предлагал либерализацию экономики и демократизацию политической системы. В случае своего избрания президентом он обещал сократить полномочия главы государства в пользу парламента и местного самоуправления. На этой основе три оппозиционные партии — УНИТА, Партия возрождения Анголы и Демократический блок — пытались создать предвыборную коалицию Объединённый патриотический фронт, однако Конституционный суд отказал в его регистрации. Представители союзных партий баллотировались по списку УНИТА. Так же поступил Абел Шивукувуку, вернувшийся в УНИТА и баллотироавшийся вторым номером партийного списка.
Итоги выборов принесли УНИТА наибольшей успех в её электоральной истории. Даже по официальным данным, за УНИТА проголосовали 2727885 человек — 44,05 %. Разрыв с МПЛА составил всего 7 %. УНИТА получила 90 мандатов в Национальной ассамблее (на 39 больше, чем в 2017), МПЛА — 121 мандат (на 26 меньше, чем в 2017). При этом в Луанде из УНИТА голосовали 60 % избирателей.
УНИТА вновь не признала официально оглашённые результаты. Рафаэл Савимби в разговоре с российским изданием охарактеризовал итоги голосования как «мошенничество» со стороны властей. Через день после выборов Адалберту Кошта Жуниор от имени партии объявил о непризнании, ссылаясь на противоположные данные параллельного подсчёта, проведённого УНИТА.

## Символика
Главным символом УНИТА является Galo Negro — чёрный петух слева от восходящего солнца. Солнце имеет 16 лучей — по числу ангольских провинций на момент провозглашения независимости в 1975 году. (Впоследствии правительство МПЛА учредило ещё две провинции, но это решение не было признано УНИТА.) Петух означает пробуждение Анголы и Африки, солнце — преобразование мира.
Эмблема партии — карта Анголы в концентрическом круге, на фоне которой чёрный петух приветствует восход солнца. Слева изображена чёрная пантера, справа — чёрная антилопа паланка. Пантера символизирует силу, паланка (обитающая только в Анголе) — исключительное значение страны. Под картой размещаются винтовка, мотыга и книга — аллегория сражений, труда и учёбы. Сверху написаны слова Родина и Свобода, снизу — Социализм и Демократия.
Знамя УНИТА первоначально было красно-зелёным: зелёный цвет символизировал надежду и ориентацию на крестьянство, людей сельскохозяйственного труда, красный — антиколониальную революцию. После провозглашения независимости от Португалии была добавлена нижняя красная полоса — вторая революция, борьба против режима МПЛА и кубинской интервенции.
В качестве символики используются также изображения Жонаша Савимби, Исайаша Самакувы или собирательный образ бойца УНИТА.
Слоган УНИТА времён Савимби: Социализм, Негритюд, Демократия, Неприсоединение.

## Зарубежные сторонники
В 1980-е годы активную поддержку УНИТА оказывала администрация Рональда Рейгана. В конце января 1986 года, отменив все официальные приёмы в связи с гибелью «Челленджера», Рейган сделал для Савимби исключение, проведя с ним конфиденциальную встречу. Всемерную помощь оказывали Савимби американские консервативные организации и конгрессмены.
Особую активность в поддержке Жонаша Савимби проявлял влиятельный американский исследовательский центр Heritage Foundation. Вооружённая борьба УНИТА соответствовала идеологии и практическим установкам Доктрины Рейгана.
На основе антикоммунизма с УНИТА (отчасти и с ФНЛА) в середине 1970-х активно сотрудничал итальянский неофашистский лидер Стефано Делле Кьяйе.
В Африке основными союзниками УНИТА выступали ЮАР (до 1994 года), Заир (до 1997 года), Замбия, Кот д’Ивуар, Того, Сенегал; из арабских стран — Марокко, Египет.
В Европе наибольшие симпатии к УНИТА отмечались во Франции и среди неправительственных организаций Португалии (при том, что официальные власти скорее ориентировались на поддержание отношений с режимом МПЛА).
В России выступление в поддержку УНИТА было зафиксировано в Санкт-Петербурге 11 ноября 2012 года (37-я годовщина независимости Анголы).